# Ōwani, Aomori

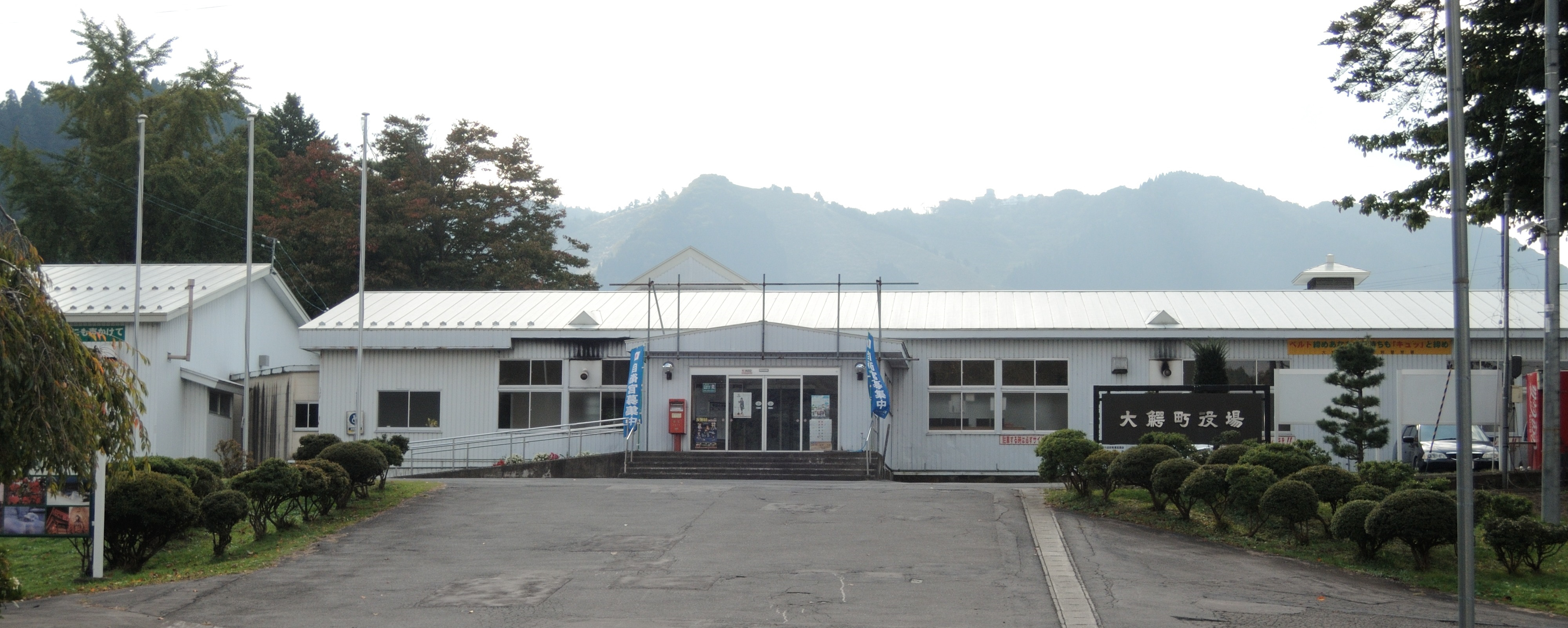
Tòa thị chính Ōwani

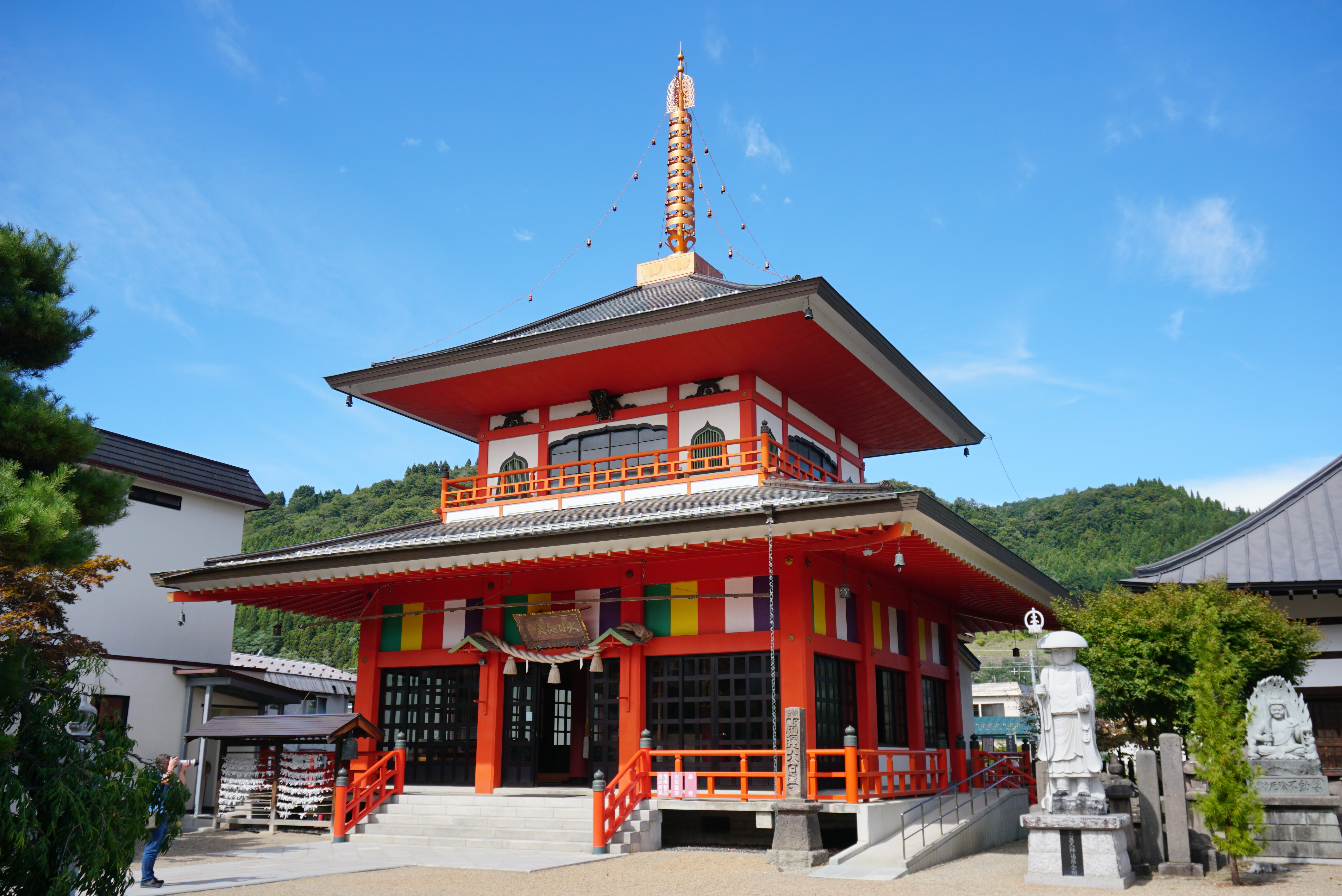
Đền Daien-ji

Ōwani (大鰐町 Ōwani-machi) là thị trấn thuộc huyện Minamitsugaru, tỉnh Aomori, Nhật Bản. Tính đến ngày 1 tháng 10 năm 2020, dân số ước tính thị trấn là 8.665 người và mật độ dân số là 53 người/km2. Tổng diện tích thị trấn là 163,43 km2.